# 1977 au Brésil
Chronologie du Brésil
- 1973
- 1974
- 1975
- 1976
- 1977
- 1978
- 1979
- 1980
- 1981

Cette page concerne des événements d'actualité qui se sont produits durant l'année 1977 au Brésil.

## Événements
- 3 août : la femme de lettres Rachel de Queiroz devient la première femme à intégrer l'Académie brésilienne des lettres.
- 1er octobre : le joueur de football Pelé, marque son dernier but dans un match opposant le Cosmos de New York au Santos FC, et met fin à sa carrière footballistique.
- 11 octobre : le président Ernesto Geisel approuve la création de l'État de Mato Grosso do Sul.

## Naissances
- 27 mars : Vítor Meira, pilote automobile
- 14 juin : Camila Pitanga, actrice
- 25 juin : Fernanda Lima, actrice
- 8 août : Marílson Gomes dos Santos, marathonien
- 21 septembre : Daniele Suzuki, actrice
- 7 octobre : Pitty, chanteuse de rock

## Décès
- 22 janvier : Maysa Matarazzo, chanteuse de bossa nova
- 2 mai : Isaura Bruno, actrice
- 22 mai : Carlos Lacerda, journaliste et homme politique